# Charles Keightley

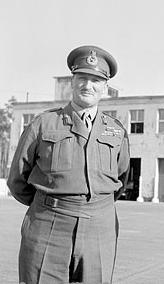
General Charles Keightley (1949)

Sir Charles Frederick Keightley, GCB, GBE, DSO (* 24. Juni 1901 in Anerley, Croydon, London; † 17. Juni 1974 in Salisbury, Wiltshire) war ein britischer General, der unter anderem zwischen 1948 und 1951 Oberkommandierender der Rheinarmee, von 1951 bis 1953 Oberkommandierender der Landstreitkräfte im Fernen Osten sowie zwischen 1953 und 1957 Oberkommandierender der Landstreitkräfte im Mittleren Osten war. Im Anschluss bekleidete er von 1958 bis 1962 noch den Posten als Gouverneur und Oberkommandierender von Gibraltar.

## Leben

### Offiziersausbildung und Zweiter Weltkrieg

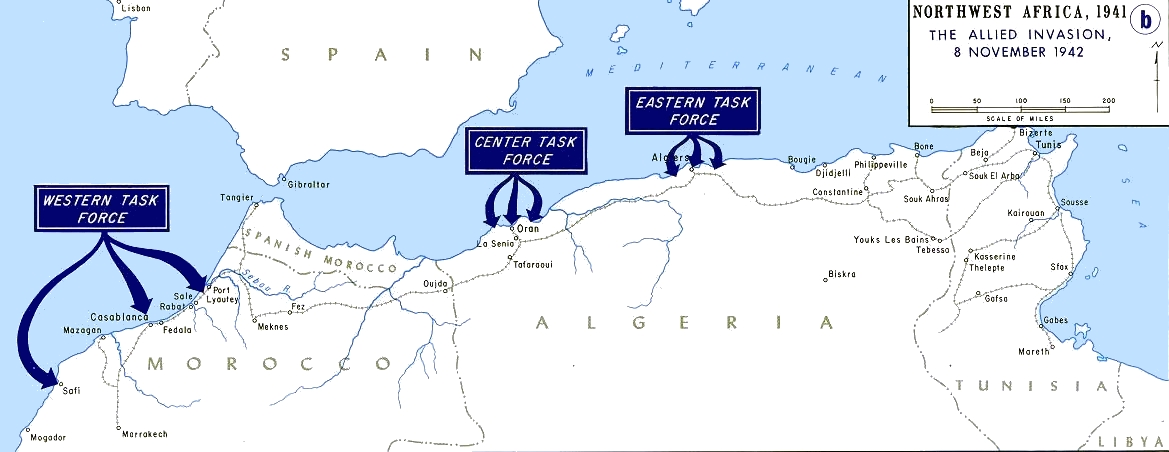
Charles Frederick Keightley war Kommandierender General der während des Tunesienfeldzuges bei der Operation Torch in Nordafrika eingesetzten 6. Panzerdivision (6th Armoured Division).

Charles Frederick Keightley, Sohn von Reverend Charles Albert Keightley und dessen Ehefrau Kathleen Frances Ross, wurde am 9. September 1901 in der Holy Trinity Church in Penage getauft und begann nach dem Besuch des Marlborough College eine Offiziersausbildung am Royal Military College Sandhurst. Nach deren Abschluss wurde er 1921 als Second Lieutenant in das Kavallerieregiment der 5th (Princess Charlotte of Wales’s) Dragoon Guards übernommen, welches 1922 mit den 6th (Inniskilling) Dragoons zu den 5th/6th Dragoons zusammengeschlossen wurde, die später zu 5th Royal Inniskilling Dragoon Guards umbenannt wurden. Er wurde 1923 zum Lieutenant und 1932 zum Captain befördert und fand zahlreiche Verwendungen als Offizier. Er absolvierte zwischen 1935 und 1936 das Staff College Camberley und erhielt 1938 seine Beförderung zum Major. Im lokalen Rang eines Lieutenant-Colonel war er zwischen dem 6. Dezember 1938 und dem 18. Mai 1940 selbst Instrukteur am Staff College Camberley.
Zu Beginn des Zweiten Weltkrieges wurde Keightley am 19. Mai 1940 im kommissarischen Rang eines Lieutenant-Colonel Assistierender Adjutant und Generalquartiermeister der in Frankreich eingesetzten 1st Armoured Division und verblieb auf diesem Posten bis zum 11. Mai 1941, wobei er in dieser Zeit am 19. August 1940 den temporären Rang eines Lieutenant-Colonel erhielt. Danach wurde er am 13. Mai 1941 als kommissarischer Colonel und Brigadier Kommandeur der 30th Armoured Brigade und verblieb auf diesem Posten bis zum 24. Dezember 1941. Für seine dortigen Verdienste wurde er 1941 als Officer des Order of the British Empire (OBE) ausgezeichnet. Darüber hinaus erhielt er am 13. November 1941 den für die Dauer des Krieges substanziellen Rang eines Lieutenant-Colonel und den temporären Rang eines Colonel und Brigadier. Danach übernahm er am 27. Dezember 1941 als kommissarischer Major-General den Posten als Kommandant der Ausbildungseinrichtung der Panzertruppen (Royal Armoured Corps Training Establishment) und verblieb in dieser Verwendung bis zum 20. April 1942.

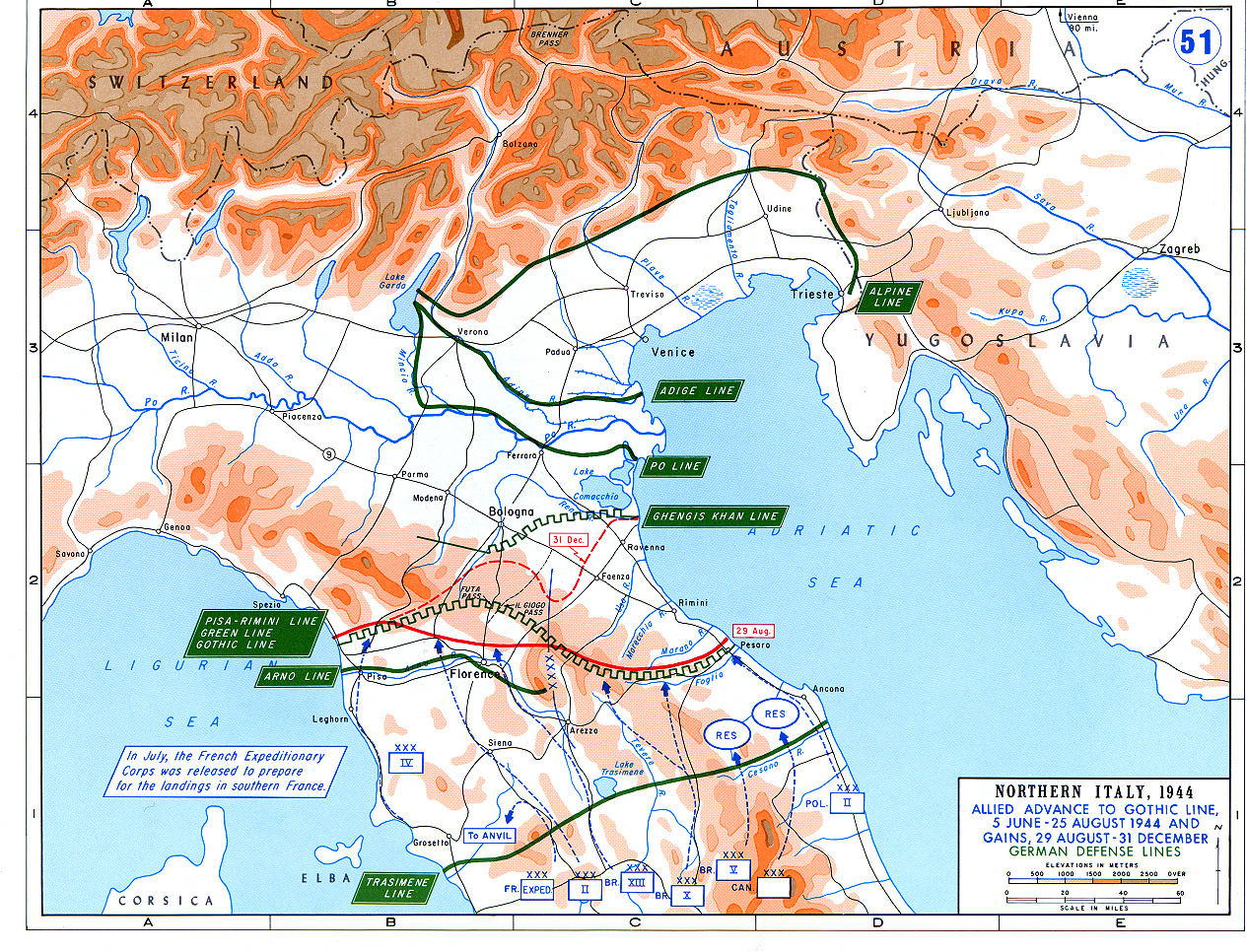
Entwicklung der Front an der Gotenstellung zwischen Juni und Dezember 1944

Anschließend wurde Charles Keightley am 21. April 1942 Kommandierender General (General Officer Commanding) der 11th Armoured Division, der sogenannten „Black Bull“-Division, wurde aber bereits einen Monat später (vom 19. Mai 1942 bis zum 19. Dezember 1943) Kommandierender General der während des Tunesienfeldzuges bei der Operation Torch in Nordafrika eingesetzten 6th Armoured Division. In dieser Verwendung wurde er am 27. Dezember 1942 in den für die Dauer des Krieges substanziellen Rang eines Colonel und temporären Rang eines Major-General befördert. Er wurde 1943 auch Companion des Order of the Bath (CB) und wurde am 6. September 1943 in den uneingeschränkten Rang eines Lieutenant-Colonel befördert.
Keightley war vom 13. Dezember 1943 und dem 1. August 1944 Kommandierender General der in Italien eingesetzten 78. Division (78th Infantry Division), der sogenannten „Battleaxe Division“. In dieser Verwendung erfolgte am 27. April 1944 seine Beförderung zum Colonel, wobei diese auf den 27. Dezember 1942 zurückdatiert wurde. Zugleich wurde er für seine Verdienste auf diesem Posten als Companion des Distinguished Service Order (DSO) ausgezeichnet. Als kommissarischer Lieutenant-General übernahm er schließlich vom 2. August 1944 bis zum 29. September 1945 den Posten als Kommandierender General des in der Gotenstellung in Italien sowie später in Österreich operierenden V Corps. Er wurde am 2. Januar 1945 zum Major-General befördert, wobei auch diese Beförderung auf den 21. Oktober 1944 zurückdatiert wurde. Am 5. Juli 1945 wurde er als Knight Commander des Order of the British Empire (KBE) geadelt, so dass er seither das Prädikat „Sir“ führte. Darüber hinaus wurde er am 2. August 1945 temporärer Lieutenant-General.

### Nachkriegszeit, Aufstieg zum General und Gouverneur von Gibraltar

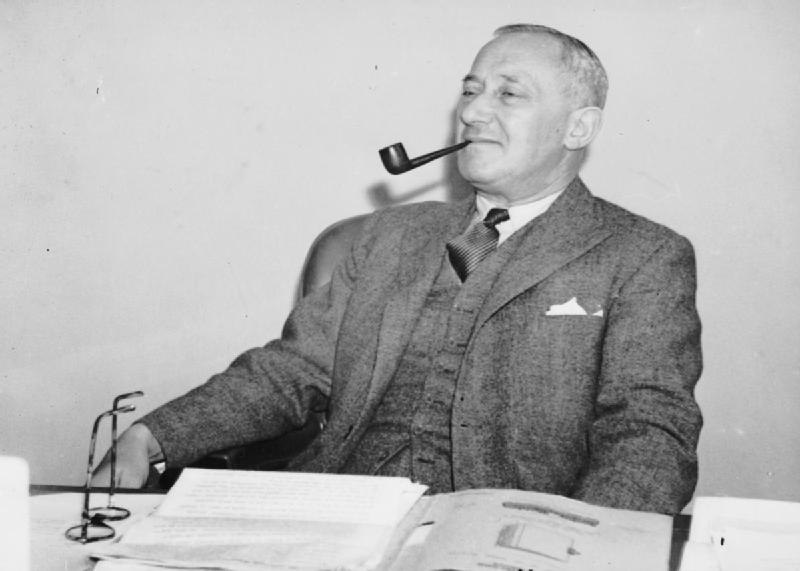
Nach Ende des Zweiten Weltkrieges war Lieutenant-General Charles Frederick Keightley von Januar bis Mai 1948 Militärischer Sekretär von Kriegsminister (Secretary of State for War) Emanuel Shinwell

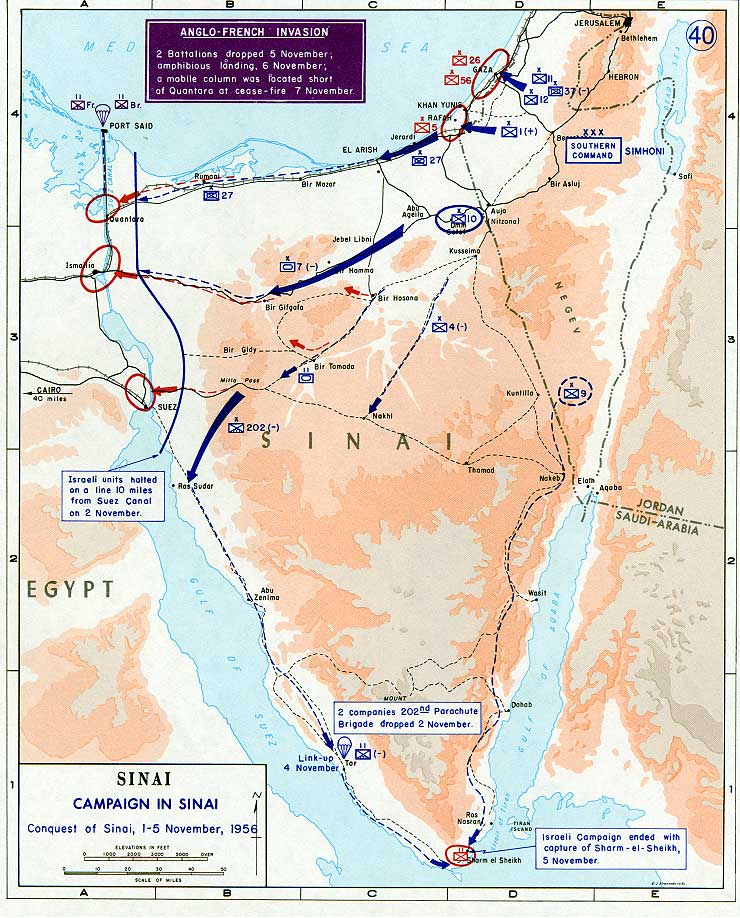
Als Oberkommandierender der Landstreitkräfte im Mittleren Osten war General Keightley in den ersten Monaten der Suezkrise (29. Oktober 1956 bis März 1957) für den Einsatz der britischen Truppen während der Operation Musketeer verantwortlich.

Nach Kriegsende wechselte Charles Frederick Keightley ins Kriegsministerium und war dort zunächst vom 1. November 1945 bis Dezember 1947 Leiter der Abteilung Militärische Ausbildung (Director of Military Training, War Office). Anschließend fungierte zwischen Januar und April 1948 als Militärischer Sekretär (Military Secretary) des Kriegsministers (Secretary of State for War), Emanuel Shinwell. In dieser Verwendung wurde er am 30. Januar 1948 auch zum Lieutenant-General befördert, wobei auch diese Beförderung auf dem 1. Oktober 1946 zurückdatiert wurde. Im April 1948 wurde er als Nachfolger von Lieutenant-General Brian Horrocks neuer Oberkommandierender der Rheinarmee (Commander-in-Chief, British Army of the Rhine) und verblieb drei Jahre lang auf diesem Posten bis zu seiner Ablösung durch General John Harding am 26. April 1951. Er wurde zudem am 8. Juni 1950 auch zum Knight Commander des Order of the Bath (KCB) geschlagen.
Am 14. Mai 1951 löste Keightley wiederum General John Harding als Oberkommandierender der Landstreitkräfte im Fernen Osten (Commander in Chief Far East Land Forces) ab und bekleidete diesen Posten bis zum 28. September 1953, woraufhin General Charles Loewen sein dortiger Nachfolger wurde. Während dieser Zeit wurde er am 29. August 1951 ebenfalls zum General befördert und wurde zudem am 1. Juni 1953 zum Knight Grand Cross des Order of the Bath (GCB) erhoben.
Schließlich wurde er am 28. September 1953 als Nachfolger von General Cameron Nicholson Oberkommandierender der Landstreitkräfte im Mittleren Osten (Commander in Chief Middle East Land Forces) und verblieb dort bis zu seiner Ablösung durch General Geoffrey Bourne im Januar 1957. Als Oberkommandierender der Landstreitkräfte im Mittleren Osten war er in den ersten Monaten der Suezkrise (29. Oktober 1956 bis März 1957) für den Einsatz der britischen Truppen während der Operation Musketeer verantwortlich. Zugleich fungierte er zwischen 1953 und 1956 auch als Aide-de-camp von Königin Elisabeth II. und wurde am 13. Juni 1957 zum Knight Grand Cross des Order of the British Empire (GBE) erhoben. Am 26. August 1957 schied er aus dem aktiven Militärdienst aus.
Zuletzt wurde Charles Keightley am 16. April 1958 Nachfolger von Lieutenant-General Harold Redman als Gouverneur und Oberkommandierender von Gibraltar (Governor & Commander in Chief of Gibraltar) und bekleidete dieses Amt bis zum 8. Juni 1962, woraufhin General Alfred Dudley Ward seine Nachfolge antrat.
Sir Charles Frederick Keightley heiratete 1932 Joan Lydia Smyth-Osbourne, Tochter von Brigadier George Nowell Thomas Smyth-Osbourne und dessen Ehefrau Gladys Marguerite Porter. Aus dieser Ehe gingen zwei Söhne hervor, die ebenfalls in der British Army dienten, und zwar Major-General Richard Charles Keightley sowie Colonel Patrick Thomas Keightley.